# Namyślin
Namyślin, německy Neumühl a krátkodobě po druhé světové válce také Garnicz, Tupadły a Namyślice, je vesnice ve gmině Boleszkowice v okrese Myślibórz v Západopomořanském vojvodství v západním Polsku. Nachází se nedaleko německo-polské státní hranice v mezoregionu Kotlina Freienwaldzka.

## Historie a popis
Archeologicky je doloženo osídlení starověké Lužické kultury. Ve středověku zde např. působil Řád templářů. V roce 1592 byl postaven lovecký zámeček pro markraběte Jana z Kostrzyna (Jan Hohenzollern). Pravděpodobně na počátku 17. století zde byl postaven kostel a v roce 1763 byl postaven hrázděný kostel, na jehož místě stojí dnešní budova kostela, ale ta byla ještě v roce 1904 nahrazena kostelem v novogotickém stylu. V roce 1804 zde vzniká evangelická farnost a v roce 1876 byla postavena železniční trať Chojna–Kostrzyn nad Odrą se železniční zastávkou. Vesnice neměla dostatek půdy pro zemědělství a tak zde převažovala řemesla. Ve 20. letech 20. století v Namyślinu vznikají továrny na gumová těsnění, parfumerii a boty a také vodní elektrárna. Dne 5. února1945 byl Namyślin obsazen Rudou armádou a začínají zde působit pohraničníci (Wojska Ochrony Pogranicza). Původní německé obyvatelstvo bylo odsunuto po druhé světové válce do NDR a SRN. V roce 1998 zde byla postavena malá vodní elektrárna. Ve vesnici není škola.
Namyślinem protéká říčka Myśla podle které získal své novodobé jméno. Avšak původní německý název Neumühl znamená „Nový Mlýn“ a v písemných záznamech se poprvé objevuje v roce 1565 nebo možná i v roce 1262, kdy je některými historiky ztotožňován se středověkou osadou Nyvik. Po druhé světové válce a vystěhování německého obyvatestva zde byl příliv převážně přesídlenců z okolí Bukowska a Sanoku. Dne 27. října 1946 stanoven současný oficiální název Namyślin.

## Turistika
- Cyklistická trasa Szlak Templariuszy i Joannitów.
- Dálková cyklistická trasa Szlak Zielona Odra.

## Galerie

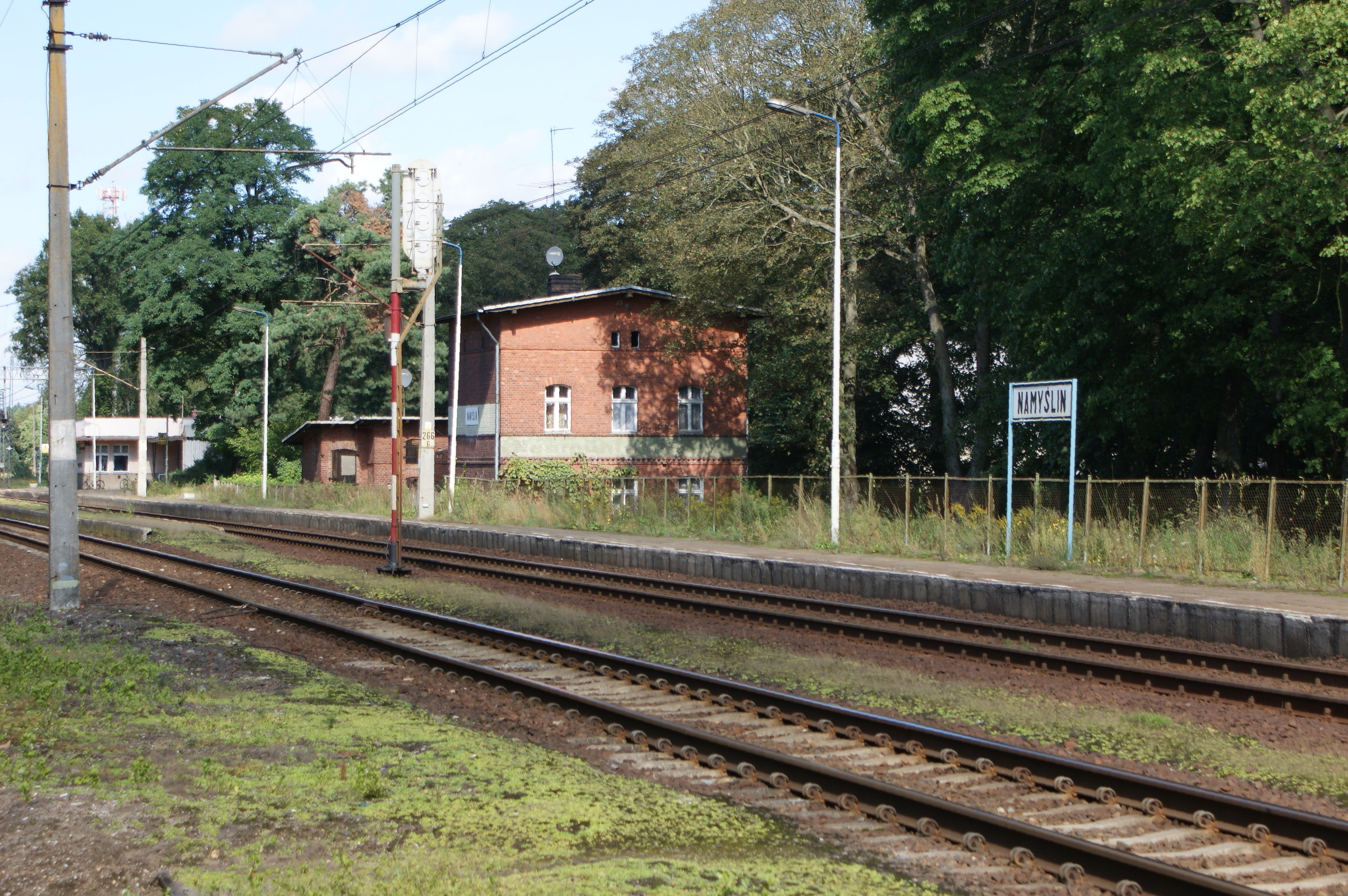
Nádraží (2011)
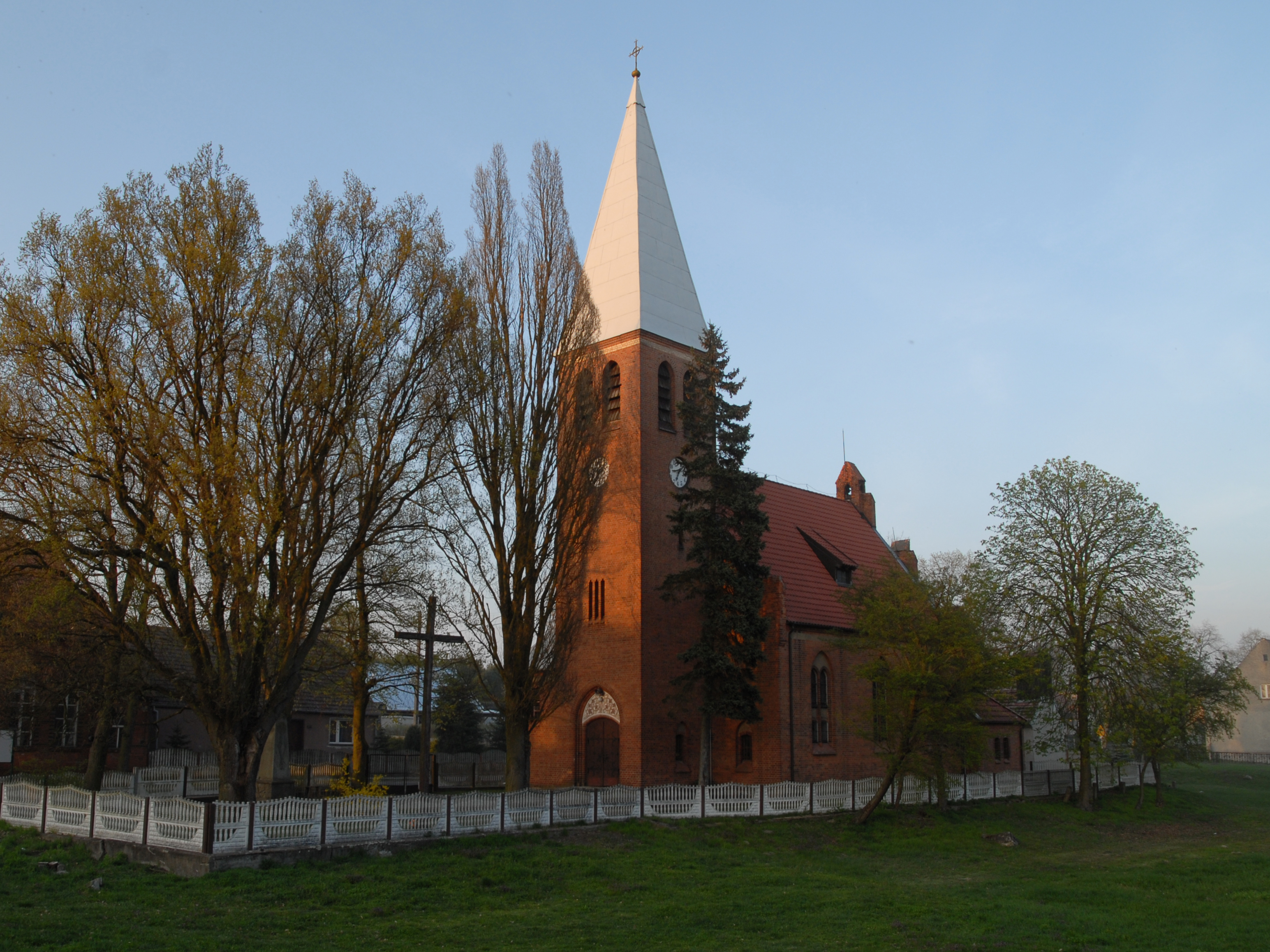
Kostel sv. Ludvíka (2009)
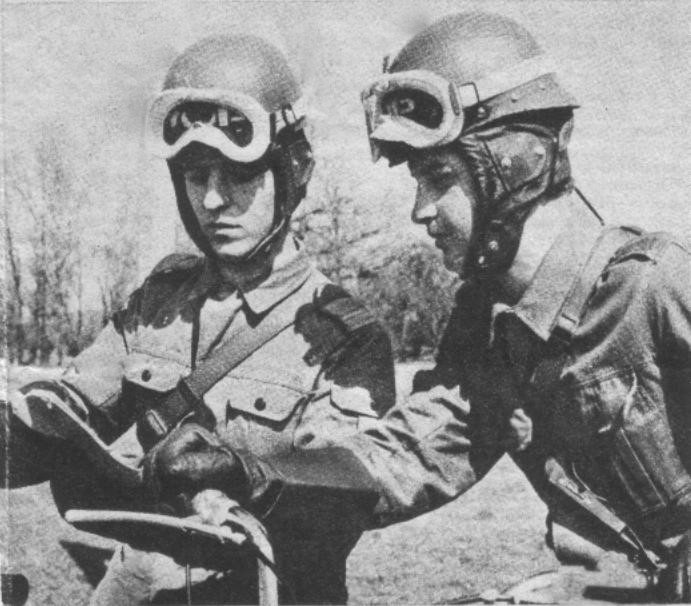
Polští pohraničníci v obci (1984)